# Antonio Segura Zubizarreta
Antonio Segura Zubizarreta (Bilbao, 15 de agosto de 1921-Soria, 17 de mayo de 2004), estudioso de la flora soriana y su gran descubridor, fue un botánico español.
Nacido en Bilbao en 1921, tras angustiantes episodios de la Guerra Civil, trabajó de ayudante de Montes. Luego va a Arnedo (La Rioja), donde conoció a Taurino Mariano Losa, hasta que finalmente recala en Soria, lugar donde echaría raíces, trabajando como técnico en el Distrito Forestal.
En los sesenta se inicia su inquietud por la botánica, sobre todo en lo referente a los pastos. Sin embargo, en Soria está sólo y no tiene con quién consultar sus dudas. En ese momento coincide con el Prof. Pedro Montserrat Recoder, el cual estaba realizando diversos ensayos y recolecciones de plantas pratenses por diversos puntos de la cuenca del Ebro y Duero, entre ellos el Puerto Piqueras. Montserrat le anima ejerciendo de maestro, pues ve en el un botánico en ciernes con “muy buen ojo para las plantas”. Su apoyo le lleva a parar en Soria siempre que viaja a Madrid, con el fin de poder estar con Antonio.
A principios de los 1970, apadrinado por el Dr. P. Montserrat, Antonio Segura ingresa en la Société pour l’Échange des Plantes Vasculaires de l’Europe Occidental et Bassin Méditerranéen, más conocida por los botánicos como la Sociedad de Intercambio de Lieja, siendo uno de los únicos cuatro botánicos españoles que en aquel momento forman parte de dicha Sociedad.
Por esa época participa desde sus inicios en las Reuniones de la Sociedad para el Estudio de los Pastos, así como en las Reuniones de Botánicos Peninsulares que serán el germen de Flora iberica, de forma que cuando se pone en marcha el proyecto, él figura como asesor.
Durante más de tres décadas realiza una minuciosa tarea recolectora, no sólo en Soria si no por otras partes de la Península como Toledo, donde vive un hijo suyo, Zaragoza, La Rioja, Almería, etc., formando un herbario personal de varios miles de números. Cuando el material le desborda, tienen que deshacerse de algunos pliegos y el Real Jardín Botánico de Madrid le compra una parte de su colección, aunque otro parte queda en su poder.
El hecho de encontrarse solo y de dedicarse a la botánica por afición hace que no sea muy prolífico en publicaciones. Sin embargo, todas ellas tienen novedades jugosas. Ya en 1969 saca lo que sería el primer catálogo florístico, que iría actualizando con diversas notas posteriores.
A principios de los noventa le llega la jubilación, que desgraciadamente coincide con una fuerte pérdida de visión que le impide seguir estudiando la flora. En ese momento, se creó el Grupo para el estudio de la flora del Sistema Ibérico y, sintetizaría su información con el fin de publicarla en forma de Catálogo.
Es así como, a partir de la numerosa información atesorada por Segura completada con la nuestra, se publica en 1998 la primera edición del Catálogo Florístico de la Provincia de Soria dentro de la serie Monografías de Flora Montiberica, con una tirada corta que se agota en seguida. Dos años más tarde, la Diputación Provincial de Soria reeditaría el Catálogo con una lujosa edición.
Cabe destacar su minuciosa tarea recolectora durante más de tres décadas, no sólo en Soria sino también en Zaragoza, La Rioja y otras partes de la Península como Toledo, donde reside uno de sus hijos, Almería, etc. Formó así un herbario personal con más de 44.000 números y los correspondientes duplicados, todos ellos bien preparados y etiquetados. Cuando el volumen de la colección le desborda en su propia casa, el Real Jardín Botánico de Madrid le compra en los años ochenta unos 18.000 pliegos, los cuales pueden consultarse en el herbario general (MA). Además, durante los últimos años de su vida repartió algunas cajas de duplicados entre algunos de sus colegas más cercanos como Pedro Montserrat (depositados en el Herbario JACA) o Juan Antonio Alejandre (Vitoria). Tras su muerte, su colección, estimada en 25.000 pliegos es cedida al Real Jardín Botánico de Madrid donde ahora se puede consultar en línea.
Fue enterrado en el cementerio del Espino, en Soria. En la Casa del parque natural del Cañón del Río Lobos hay depositado un pequeño herbario que reúne una colección de 900 plantas del propio parque, además de otros materiales que estaban depositados principalmente en la casa forestal de El Quintanarejo y en otras dependencias de la administración forestal de Soria. 

## Algunas publicaciones
- Antonio Segura Zubizarreta. 1969. Gramíneas y leguminosas de la flora soriana y su valor pascícola. Celtiberia 37: 75-105
- El listado exhaustivo de sus publicaciones se puede ver aquí.

### Libros
- Antonio Segura Zubizarreta, Gonzalo Mateo Sanz, José Luis Benito Alonso. 2000. Catálogo florístico de la Provincia de Soria. 2ª edición de Diputación Provincial de Soria, 377 pp.

## Honores
- En Soria tiene dedicada una calle en el barrio de Los Pajaritos (41°45′11″N 2°28′24″O / 41.7530098, -2.4732954). La nominación de una calle dedicada al botánico fue aprobada en el pleno municipal ordinario del 8 de mayo de 2008.

- En la Casa del parque natural del Cañón del Río Lobos se le ha dedicado una sala donde está depositado un pequeño herbario que elaboró con plantas de ese espacio natural. Esta sala fue inaugurada el 28 de mayo de 2013.

## Eponimia
- (Agavaceae) Agave segurae D.Guillot & P.Van der Meer[5]
- (Asteraceae) Hieracium segurae Mateo[6]
- (Brassicaceae) Biscutella segurae Mateo & M.B. Crespo[7]
- (Fabaceae) Genista × segurae Uribe-Ech. & Urrutia[8]
- (Lamiaceae) Thymus × segurae Mateo & M.B. Crespo[9]
- (Scrophulariaceae) Antirrhinum × segurae Fern.Casas[10]